# Pazifische Taifunsaison 2015
Die Pazifische Taifunsaison 2015 ist ein andauerndes Wetterereignis, unter dem die sich während des gesamten Kalenderjahres bildenden tropischen Wirbelstürme zusammengefasst sind. Die meisten tropischen Wirbelstürme bilden sich im Pazifischen Ozean westlich der Datumsgrenze und nördlich des Äquators jedoch zwischen Mai und November. Solche tropischen Wirbelstürme nennt man Taifune. Die sich östlich des 180. Längengrades bildenden Stürme sind Gegenstand der Pazifischen Hurrikansaison 2015.
Innerhalb des nordwestlichen Pazifiks gibt es zwei meteorologische Organisationen, die den Stürmen Namen vergeben. Dies führt dazu, dass derselbe Sturm häufig zwei verschiedene Namen erhält. Die offizielle Bezeichnung durch die Japan Meteorological Agency (JMA) erhält ein tropischer Sturm, sobald er an einer beliebigen Stelle im nordwestlichen Pazifik andauernde 10-minütige Windgeschwindigkeiten von 35 Knoten (rund 65 km/h) erreicht. Die Philippine Atmospheric, Geophysical and Astronomical Services Administration (PAGASA) hingegen weist tropischen Tiefdruckgebieten Namen zu, die sich innerhalb des nationalen Verantwortungsbereiches bilden oder dorthin ziehen; dieser Verantwortungsbereich liegt grob umgrenzt zwischen 115° und 135° östlicher Länge und zwischen 5° und 25° nördlicher Breite. PAGASA weist auch dann einen lokalen Namen zu, wenn das System bereits durch die Japan Meteorological Agency benannt wurde. Tropische Tiefdruckgebiete, die vom US-amerikanischen Joint Typhoon Warning Center beobachtet werden, erhalten eine Nummer mit dem Suffix W.

## Stürme

### Schwerer Tropischer Sturm Mekkhala (Amang)
Am 13. Januar bildete sich laut der Japan Meteorological Agency (JMA) 200 km östlich von Yap eine tropische Depression. Am gleichen Tag vergab die JTWC den Namen 01W. Am Tag darauf stufte die JMA das sich nun mit 15 Knoten nach Westen bewegende System auf einen tropischen Sturm herauf und vergab den Namen Mekkhala. Am 15. Januar erreichte der Sturm das Gebiet der PAGASA und diese vergab den Namen Amang. Am 17. Januar um 8 Uhr machte Mekkhala (Amang) seinen ersten Landgang, etwa 97 km Nord-Nordwest von Borongan City und 50 km Ost-Südost von Catarman City, in der Provinz Northern Samar. Die weitere Zugbahn des Tropensturms folgte dem Küstenverlauf der Insel Luzon. So zog das Zentrum des Sturms am selben Tage etwa 50 Kilometer nordöstlich an Sorsogon City vorbei und erreichte am 18. Januar den Polillo-Archipel.
Am 17. Januar zwangen Ausläufer des Sturms den römisch-katholischen Papst Franziskus zur vorzeitigen Abreise bei einem Besuch mit öffentlichem Gottesdienst in Tacloban in den Philippinen. Nach dem Gottesdienst wurde eine Helferin von einem herabfallenden Lautsprecher erschlagen, vermutlich in Folge des Sturms. Außerdem wurde eine Maschine mit 17 philippinischen Regierungsbeamten beim Start von der Bahn geweht, es kam jedoch niemand zu Schaden.

### Taifun Higos
Am 4. Februar begann das JTWC mit der Beobachtung einer tropischen Störung, die sich bei Kosrae gebildet hatte und sich in einem Gebiet mit äußerst ungünstigen Bedingungen für die weitere Entwicklung befand. Während der folgenden Tage entwickelte sich das System dennoch und wurde am 6. Februar von der JMA als tropische Depression klassifiziert. Am nächsten Tag meldete die JMA die Intensivierung in einen tropischen Sturm und gab dem System den Namen Higos. Auch das JTWC stufte zu dem Zeitpunkt 02W zu einem tropischen Sturm hoch. Dieser begann sich unter nun günstigen Bedingungen zu intensivieren, sodass Higos am 8. Februar zum ersten Taifun der Saison wurde. Am 9. Februar vertiefte sich der Taifun rapide und erreichte nach den Kriterien des JTWC die Kategorie 4 der Saffir-Simpson-Hurrikan-Windskala, doch schon kurz darauf führten starke vertikale Windscherung und trockenere Luft zu einer Abschwächung Higos’ in eine tropische Depression.
In der Phase seine größten Intensität war Higos der stärkste Taifun in einem Februar seit 1970.

### Tropischer Sturm Bavi (Betty)
Am 8. März begann das JTWC mit der Überwachung einer tropischen Störung, die sich in günstiger Umgebung südöstlich von Kwajalein auf Marshall Islands gebildet hatte. Während der nächsten paar Tage entwickelte sich das System stetig und wurde am 10. März von der JMA als tropische Depression klassifiziert.
Das JTWC wies dem System am 11. März die Bezeichnung 03W zu, und etwas später an diesem Tag stufte die JMA die Depression zu einem tropischen Sturm hoch und vergab den Namen Bavi, dessen bodennahes Zirkulationszentrum (LLCC) sich für eine kurze Zeit freistellte. Bavi zog in westlicher Richtung, bis der Sturm am 14. März als starker tropischer Sturm seinen Höhepunkt erreichte. Am nächsten gelangte der Sturm in eine ungünstige Umgebung mit mäßiger bis hoher vertikaler Windscherung. Am 17. März stellte PAGASA fest, dass Bavi deren Verantwortungsbereich erreicht hat und vergab den für die Philippinen geltenden Namen Betty. Im Tagesverlauf wurde der Sturm zu einer tropischen Depression zurückgestuft, weil sich Konvektion und Zirkulationszentrum getrennt hatten. Am 18. März gaben sowohl JMA als auch JTWC ihre letzten Warnungen aus, und PAGASA erklärte das System am 19. März zu einem nichttropischen Tiefdruckgebiet. Die JMA verfolgte dieses Resttief noch bis zum 23. März, bis es sich westlich von Manila völlig aufgelöst hatte.
Die von dem Sturm erzeugte Dünung wirkte sich auf Teile von Kiribati aus, die sich noch nicht von den zerstörerischen Sturmfluten erholt hatten, die Zyklon Pam erzeugt hatte.

### Taifun Maysak (Chedeng)
Einen Tag nachdem sich Bavi ausgelöst hatte, bildete sich in der Nähe der Marshallinseln ein Tiefdruckgebiet, das langsam nordwestwärts zog und sich in den beiden folgenden Tage zunehmend organisierte. Am 26. März begann die JMA, das System als tropische Depression zu führen. Einen Tag später begann auch das JTWC damit, das System als tropische Depression zu führen und wies ihm die Bezeichnung 04W zu. Das Zentrum des Systems, das sich west-nordwestwärts bewegte, konsolidierte sich mit den einfließenden konvektiven Bändern. Das JTWC stufte 04W im Tagesverlauf zu einem tropischen Sturm hoch. Die JMA folgte diesem Schritt noch am selben Tag und vergab den internationalen Namen Maysak. Mikrowellensatellitenaufnahmen vom 28. März zeigten ein Auge, das von einem Central Dense Overcast (CDO) aus Cirruswolken weitgehend verdeckt wurde. Der Sturm zog nun an der Peripherie eines subtropischen Rückens westwärts, und die JMA stufte den Sturm weiter hoch zu einem schweren tropischen Sturm. In den südlichen Quadranten herrschte eine tiefe Konvektion vor, sodass sich das Auge besser definierte. Die Cirruswolkendecke konsolidierte sich weiter, und die JMA stuft Maysak am 28. März zu einem Taifun hoch. Aufgrund günstiger Wasseroberflächentemperaturen und geringer vertikaler Windscherung unterlief Maysak am 30. März 600 km östlich von Yap innerhalb von sechs Stunden eine rapide Intensivierung und erreichte andauernde einmütige Windgeschwindigkeiten von 230 km/h, was ihn äquivalent zur Saffir-Simpson-Hurrikan-Windskala zu einem Kategorie-4-Taifun machte. Am 31. März intensivierte sich Maysak weiter und wurde vom JTWC als Kategorie-5-Supertaifun eingestuft.
Taifun Maysak zog am 29. März direkt über den Bundesstaat Chuuk von Mikronesien hinweg und verursachte deutliche Schäden. Starkwind, der vom örtlichen Büro des National Weather Service mit 114 km/h gemessen wurde, riss zahlreiche Bäume und Stromversorgungsleitungen um und deckte Häuser ab. Nach Schätzungen wurden 80–90 % der Häuser in Chuuk beschädigt, die Stromversorgung auf der Insel brach weitgehend zusammen und die Kommunikation war beeinträchtigt. Mindestens fünf Personen wurden in Mikronesien durch die Auswirkungen des Taifuns getötet.
Am 1. April erreichte der Taifun das Verantwortungsgebiet der PAGASA und erhielt dort den Namen Chedeng. Im Bereich des voraussichtlichen Landfalls vom mittleren über den südlichen Teil der Pazifikküste Luzons bis zur Ostküste Samars wurden Sturmwarnungen veranlasst und zur Bereitschaft zu weiteren Notfallmaßnahmen in den entsprechenden Provinzen aufgefordert. Am 2. April registrierte der TRMM Satellit der NASA die Entstehung eines zweiten Augenwalls, der den ersten Augenwall im Laufe des Tages ersetzte. Trotzdem erreichte Maysak (Chendeng) am 2. April durchschnittliche Windgeschwindigkeiten 194 km/h und wurde zu einem Taifun der Kategorie 3 herabgestuft. Im Verlauf des 3. April schwächte sich Maysak weiter ab, erreichte Windgeschwindigkeiten von 157,4 km/h und die philippinische PAGASA erwartete das auftreffen von Maysak (Chendeng) auf die Insel Luzon nun in der Isabela Provinz, um 11:00 Uhr Ortszeit am 4. April.

### Taifun Noul (Dodong)
Am 30. April entwickelte sich eine tropische Störung bei Chuuk. Ab dem 2. Mai verfolgte die JMA das entstandene System als tropisches Tiefdruckgebiet. Am Tag darauf stufte die JMA das Tiefdruckgebiet zu einem tropischen Sturm herauf und vergab den Namen Noul. Noul erreichte am 7. Mai den Zuständigkeitsbereich der philippinischen PAGASA und erhielt von ihr den Namen Dodong. Der Taifun intensivierte sich bis zum 10.05. über der Philippinensee zu einem tropischen Wirbelsturm der höchsten Kategorie 5 auf der Saffir-Simpson-Skala. Von extremen Orkanböen, hohem Wellengang, sintflutartigem Regen mit Überschwemmungen und Erdrutschen war vor allem der Nordosten der Philippinen betroffen. Kurz vor seinem ersten Landgang erreichte Noul am 10. Mai seine höchste Intensität, der japanischen JMA nach erreichte der Luftdruck im Zentrum des Wirbelsturms einen Wert von 915 hPa. Am Nordostzipfel Luzons, in dem Gebiet der Großraumgemeinde Santa Ana ging Noul (Dodong) an Land. Mindestens zwei Menschen kamen auf den Philippinen ums Leben.

### Schwerer Tropischer Sturm Linfa (Egay)
Der Schwere Tropische Sturm Linfa (Egay) formierte sich am 30. Juni 2015 über der östlichen Philippinensee, in der Nähe der Insel Palau, als ein schwaches tropisches Tiefdrucksystem. Es intensivierte sich am 1. Juli und wurde vom JTWC hochgestuft zu einem tropischen Sturm, dieser zog mit 9 km/h in nordwestliche Richtung. Am 4. Juli befand sich das Zentrum von Linfa (Egay) ca. 280 km nordöstlich von Baler, Provinz Aurora. Der Sturm erreichte zu diesem Zeitpunkt Windgeschwindigkeiten von 85 km/h, in Böen bis 102 km/h, und zog mit 13 km/h in nordwestliche Richtung. Am späten Abend des 4. Juli erreichte Linfa (Egay) in dem Gebiet der Gemeinde Palanan die Küste der Insel Luzon und machte seinen ersten Landgang. Er zog danach über den Norden Luzons und brachte den Verwaltungsregionen Cagayan Valley, Ilocos und der Cordillera Administrative Region schwere Niederschläge, durch die insgesamt vier Erdrutsche und 16 Überflutungen ausgelöst wurden. Insgesamt belief sich der Schaden der durch Linfa (Egay) auf den Philippinen verursacht wurde auf 216 Mio. philippinische Peso, Todesfälle wurden nicht bekannt, jedoch waren ca. 56.000 Personen direkt vom Wirbelsturm betroffen. Während der Passage der Landmasse Luzons schwächte sich Linfa (Egay) ab zu einem tropischen Sturm und erreichte das südchinesische Meer am Abend des selbigen Tages in der Region Ilocos Norte. Am 6. Juni geriet Linfa (Egay) in eine vertikale Windscherung, schwächte sich ab und änderte seine Zugbahn auf Nord, bevor der tropische Sturm sich wieder intensivierte. Am 7. Juni befand sich das Zentrum Linfas (Egay) ca. 340 km west-nordwest von Calayan Island, veränderte nochmals seine Zugbahn auf Nordwest und schließlich auf eine westliche Richtung. Zu diesem Zeitpunkt erreichte der tropische Sturm wieder Windgeschwindigkeiten von 85 km/h und sollte sich weiter intensivieren zu einem Taifun der Kategorie eins. Am frühen Morgen des 9. Juli machte Linfa (Egay) seinen finalen Landgang mit Windgeschwindigkeiten von 126 km/h an der Küste der Stadt Shantou, Provinz Guangdong, in der Volksrepublik China. In der Provinz wurden über 56.000 Personen evakuiert und ca. 300 Häuser durch den Sturm zerstört. Der Sturm schwächte sich ab, passierte Hongkong und Macau noch mit Windgeschwindigkeiten von 60 km/h, bevor er die Inselprovinz Hainan erreichte und sich auflöste.

### Taifun Halola (Goring)
Halola entstand am 6. Juli 2015 im Zuständigkeitsbereich des Central Pacific Hurricane Center und erhielt dort am 11. Juli seinen Namen. Am 12. Juli überschritt der Taifun die Datumsgrenze und befand sich damit am 13. Juli im Zuständigkeitsbereich der JMA, die in einem solchen Fall keinen eigenen Namen vergibt. Am 23. Juli befand er sich im von der PAGASA überwachten Bereich und erhielt dort den Namen Goring. Nach Überquerung der Ryukyus kam Halola bereits stark abgeschwächt zum Landfall auf Kyushu.

### Taifun Goni (Ineng)
Ab dem 13. August wurde ein tropisches Tiefdruckgebiet bei Guam beobachtet. Am Tag darauf wurde die Depression zu einem tropischen Sturm heraufgestuft und der Name Goni vergeben. Goni verstärkte sich weiter zum Taifun, bevor er am 19. August den Nordosten das Überwachungsgebiets der philippinischen PAGASA erreichte und dort den Namen Ineng erhielt. Am 17. August erreichte er seine bislang größten Windstärken mit 115 kn (215 km/h). Der Taifun bewegte sich weiter in westlicher Richtung und erreichte am 22. August den Norden von Luzon, wo er, trotz deutlicher Abschwächung, vor allem wegen der Starkregen bislang 10 Todesopfer forderte.

### Taifun Melor (Nona)
Am 9. Dezember wurde ein Tiefdruckgebiet bei Yap zum Tropensturm Melor hochgestuft. Bis zum 12. verstärkte sich Melor zum Taifun und trat am gleichen Tag in das Überwachungsgebiet der PAGASA ein, wo er den Namen Nona erhielt. Nur 12 Stunden nach dem Erreichen der Taifun-Stärke lagen seine Windstärken bereits in der Supertaifun-Kategorie 4. Am 14. Dezember folgte der erste Landfall im Norden Samars und kurz darauf in der Nacht zum 15. der zweite in der Provinz Albay der Bicol-Region. Danach querte das Zentrum des Taifuns Romblon, bevor es in der Nacht zum 16. Dezember zwischen Batangas und Mindoro die Philippinen in Richtung Luzon-Meer verließ. In der Region Samar starben durch die Auswirkungen des Taifuns mindestens vier Personen, drei davon ertranken, eine wurde von umherfliegenden Trümmerteilen erschlagen.

### Tropische Depression Onyok
Am 16. Dezember erreichte ein tropisches Tiefdrucksystem bei Palau das Überwachungsgebiet der PAGASA und erhielt von dieser den Namen Onyok. PAGASA sagte zu diesem Zeitpunkt ein Auffrischen auf Sturmstärke und einen ersten Landfall im Norden Mindanaos voraus.

## Sturmnamen

### Internationale Namen
Tropische Wirbelstürme im westlichen Nordpazifik werden durch das zuständige Regional Specialized Meteorological Centre in Tokio der Japan Meteorological Agency benannt. Diese erhalten einen Namen, sobald sie die Stärke eines tropischen Sturmes erreichen. Die Namen entstammen der folgenden Liste; diese wird fortlaufend verwendet, es gibt also keine jährlich wechselnden Namenslisten wie im östlichen Nordpazifik oder im Atlantik. Die Namen wurden durch die 14 Mitgliedsstaaten des ESCAP/WMO Typhoon Committees vorgeschlagen. Jedes dieser Mitglieder hat jeweils zehn Namen eingereicht, die in alphabetischer Reihenfolge nach der englischen Schreibweise dieser Staaten sortiert vergeben werden. Die folgenden Namen wurden für benannte Stürme benutzt:
Mekkhala, Higos, Bavi, Maysak, Haishen, Noul, Dolphin, Kujira, Chan-hom, Linfa, Nangka, Soudelor, Molave, Goni, Atsani, Etau, Vamco, Krovanh, Dujuan, Mujigae, Choi-wan, Koppu, Champi, In-fa und Melor

### Philippinen
Die Philippine Atmospheric, Geophysical and Astronomical Services Administration (PAGASA) verwendet für tropische Systeme in ihrem Verantwortungsbereich ein eigenes Namensschema. Die Namenslisten von PAGASA werden alle vier Jahre wieder verwendet. Diese Namen werden für Systeme vergeben, die sich im Verantwortungsbereich von PAGASA zwischen 115° und 135° östlicher Länge und zwischen 5° und 25° nördlicher Breite bilden oder in dieses Gebiet hineinwandern. Sollte sich die Namensliste als nicht ausreichend erweisen, werden die Namen von einer Ersatzliste genommen. Dies ist dieselbe Liste, die auch in der Saison 2011 verwendet wurde, nur die Namen der 5 zerstörerischsten Stürme des Jahres 2011 wurden ersetzt: Bebeng durch Betty, Juaning durch Jenny, Mina durch Marilyn, Pedring durch Perla und Sendong durch Sarah. Am 12. Dezember 2015 trat der Taifun Melor in das Überwachungs-Gebiet der PAGASA ein, bekam aber den Namen Nona, statt, wie ursprünglich vorgesehen, Nonoy. Da ein Landfall auf den Philippinen mit möglichen Todesopfern zu erwarten war, sollte eine Ähnlichkeit mit dem Namen des amtierenden Präsidenten Noynoy Aquino vermieden werden.
Die folgenden Namen wurden für benannte Stürme benutzt:
Amang, Betty, Chedeng, Dodong, Egay, Falcon, Goring, Hanna, Ineng, Jenny, Kabayan, Lando, Marilyn, Nona und Onyok

## Belege
1. ↑  Gary Padgett: Monthly Global Tropical Cyclone Summary May 2003. Australian Severe Weather, abgerufen am 29. Dezember 2013 (englisch).
2. ↑  Tagesmeldungen der JMA vom 13. Januar 2015
3. ↑  Tagesmeldungen der JMA vom 14. Januar 2015
4. ↑  Mekkhala und Franziskus (deutsch)
5. ↑  Tagesschaubericht zum Papst-Besuch in Tacloban (Memento vom 18. Januar 2015 im Internet Archive) vom 17. Januar 2015
6. ↑  Joint Typhoon Warning Center: Significant Tropical Weather Advisory for the Western and South Pacific Oceans February 5, 2015 00z. United States Navy, United States Air Force, archiviert vom Original am 2. Januar 2015; abgerufen am 15. Februar 2015 (englisch).
7. ↑  Forecast Track by Numerical Weather Prediction 2015-02-07T18:00:00Z. Japan Meteorological Agency, abgerufen am 7. Februar 2015 (englisch).
8. ↑  Typhoon Higos Makes History in NW Pacific; Heavy Snow, Floods Pummel Southern Europe. Abgerufen am 11. Februar 2015 (englisch).
9. ↑  Joint Typhoon Warning Center: Significant Tropical Weather Advisory for the Western and South Pacific Oceans March 8, 2015 23z. United States Navy, United States Air Force, archiviert vom Original am 2. Januar 2015; abgerufen am 22. März 2015 (englisch).
10. ↑  JMA WWJP25 Warning and Summary March 10, 2015 06z. Japan Meteorological Agency, 10. März 2015, archiviert vom Original am 12. März 2015; abgerufen am 22. März 2015 (englisch).
11. ↑  Special Weather Statement March 10, 2015 00z. NWS Guam, 10. März 2015, archiviert vom Original am 12. März 2015; abgerufen am 22. März 2015 (englisch).
12. ↑  Forecast Track by Numerical Weather Prediction 2015-03-11T18:00:00Z. Japan Meteorological Agency, abgerufen am 11. März 2015 (englisch).
13. ↑  Tropical Storm Bavi enters PAR, codenamed Betty. GMA News, abgerufen am 17. März 2015 (englisch).
14. ↑  Severe Weather Bulletin No.1 Tropical Storm BETTY (BAVI). NDRRMC, 17. März 2015, abgerufen am 17. März 2015 (englisch).
15. ↑  Emergency Plan of Action (EPoA) Kiribati: Tropical Cyclone Pam. (PDF) In: International Federation of Red Cross and Red Crescent Societies. ReliefWeb, 16. März 2016, abgerufen am 17. März 2015 (englisch).
16. ↑  MEDIUM from ABPW10 2015-03-25. Joint Typhoon Warning Center, archiviert vom Original am 26. März 2015; abgerufen am 27. März 2015 (englisch).
17. ↑  Tropical Depression (< 30kts) from JMA 2015-03-26. Japan Meteorological Agency, archiviert vom Original am 26. März 2015; abgerufen am 27. März 2015 (englisch).
18. ↑  JTWC Warning 001 for TD 04W. JTWC, archiviert vom Original am 27. März 2015; abgerufen am 27. März 2015 (englisch).
19. ↑  Prognostic Reasoning for Warning 003 on Tropical Storm 04W. Joint Typhoon Warning Center, archiviert vom Original am 27. März 2015; abgerufen am 27. März 2015 (englisch).
20. ↑  Tropical Storm Maysak from JMA 2015-03-27. JMA, archiviert vom Original am 27. März 2015; abgerufen am 28. März 2015 (englisch).
21. ↑  Prognostic Reasoning for Warning 007 of Tropical Storm Maysak. Joint Typhoon Warning Center, archiviert vom Original am 28. März 2015; abgerufen am 28. März 2015 (englisch).
22. ↑  STS Maysak from JMA 281200. Japan Meteorological Agency, archiviert vom Original am 28. März 2015; abgerufen am 28. März 2015 (englisch).
23. ↑  Prognostic Reasoning for Warning 008 on Typhoon Maysak. Joint Typhoon Warning Center, archiviert vom Original am 29. März 2015; abgerufen am 29. März 2015 (englisch).
24. ↑  Typhoon Maysak from JMA 281800. Japan Meteorological Agency, archiviert vom Original am 29. März 2015; abgerufen am 29. März 2015 (englisch).
25. ↑  Prognostic Reasoning for Warning 16 on Typhoon Maysak. JTWC, archiviert vom Original am 31. März 2015; abgerufen am 31. März 2015 (englisch).
26. ↑  Robert Q. Tupaz: Chuuk hit hard by Typhoon Maysak. Marianas Variety, 31. März 2015, abgerufen am 31. März 2015 (englisch).
27. ↑  NDRRMC Update, 01.04.2015. PAGASA, abgerufen am 1. April 2015 (englisch).
28. ↑  Maysak, der erste Super-Taifun 2015 (deutsch)
29. ↑  Tropical Cyclone Advisory for Analysis and Forecast 2015-05-02T21:00:00Z. Japan Meteorological Agency, abgerufen am 2. Mai 2015 (englisch).
30. ↑  Forecast Track by Numerical Weather Prediction 2015-05-03T18:00:00Z. Japan Meteorological Agency, abgerufen am 3. Mai 2015 (englisch).
31. ↑  Taifun "Noul" Institut für Meteorologie und Klimaforschung vom 15. Mai 2015 (deutsch)
32. ↑  Taifun "Noul" bricht mit Regen und Orkanböen über Philippinen herein (Memento des Originals vom 23. Januar 2016 im Internet Archive)  Info: Der Archivlink wurde automatisch eingesetzt und noch nicht geprüft. Bitte prüfe Original- und Archivlink gemäß Anleitung und entferne dann diesen Hinweis. T-Online vom 10. Mai 2015 (deutsch)
33. ↑  Wetter: Taifun Noul dreht ab Wetter.Net vom 7. Mai 2015 (deutsch)
34. ↑  PROGNOSTIC REASONING FOR TROPICAL DEPRESSION 10W (TEN) WARNING NR 01 des JTWC (Memento vom 3. Juli 2015 auf WebCite) vom 2. Juli 2015 (englisch)
35. ↑  Tropical Storm LINFA (EGAY) Update Number 005 (Memento des Originals vom 24. Januar 2016 im Internet Archive)  Info: Der Archivlink wurde automatisch eingesetzt und noch nicht geprüft. Bitte prüfe Original- und Archivlink gemäß Anleitung und entferne dann diesen Hinweis. Weather Philippines vom 5. Juli 2015 (englisch)
36. ↑  Final Report re severe Tropical Storm Egay (Memento vom 1. August 2015 auf WebCite) National Disaster Risk Reduction and Management Council Republic of the Philippines (PDF-Dokument) (englisch)
37. ↑  TROPICAL STORM LINFA (EGAY) UPDATE NUMBER 013 (englisch)
38. ↑  Tropical Storm "Linfa" makes landfall in southern China auf the Watchers (englisch)
39. ↑  "Prognostic Reasoning for Typhoon 16W (Goni) Warning Nr 13" (Memento vom 17. August 2015 auf WebCite) Joint Typhoon Warning Center. Retrieved August 17, 2015.
40. ↑  Stern, 22. August 2015: Mindestens zehn Tote durch Taifun «Goni» auf den Philippinen
41. ↑  Northern Samar devastated, isolated in Nona's wake (Memento des Originals vom 19. Dezember 2015 im Internet Archive)  Info: Der Archivlink wurde automatisch eingesetzt und noch nicht geprüft. Bitte prüfe Original- und Archivlink gemäß Anleitung und entferne dann diesen Hinweis.
42. ↑  Albay folk urged to help 'Nona' victims as thanksgiving
43. ↑  Typhoon Nona slightly weakens, but still a threat
44. ↑  Mindestens vier Tote durch Taifun „Melor“ auf faz.net vom 15. Dezember 2015, abgerufen am 19. Dezember 2015.
45. ↑  'Nona' downgrades into a severe tropical storm; 'Onyok' weaker than 'Nona'
46. ↑  Gary Padgett: Monthly Global Tropical Cyclone Summary December 1999. Australian Severe Weather, abgerufen am 29. Dezember 2013 (englisch).
47. ↑  List of Names for Tropical Cyclones adopted by the ESCAP/WMO Typhoon Committee for the Western North Pacific and the South China Sea. Japan Meteorological Agency, abgerufen am 29. Dezember 2013 (englisch).
48. ↑  Tropical Cyclone Information. PAGASA, archiviert vom Original am 22. Dezember 2015; abgerufen am 31. März 2015 (englisch).  Info: Der Archivlink wurde automatisch eingesetzt und noch nicht geprüft. Bitte prüfe Original- und Archivlink gemäß Anleitung und entferne dann diesen Hinweis.
49. ↑  Storm Nonoy renamed Nona (englisch)